# Ажнюк Ярослав Богданович
Ярослав Богданович Ажнюк (нар. 1989, Київ) — український підприємець, засновник та президент компанії Petcube, засновник та керівник компанії The Fourth Law, співзасновник та інвестор Odd Systems, що спеціалізується на тепловізійних камерах та FPV-дронах. Партнер і співзасновник fuelfinance та дизайн-студії O0 Design.

## Біографія
Батько — Ажнюк Богдан Миколайович (нар.1956), український мовознавець.
З 11 до 18 років був у «Пласті». Навчався в Київському політехнічному інституту на факультеті прикладної математики.
У вересні 2012 року разом з Олександром Нескіним та Андрієм Кленом заснував компанію Petcube Inc. До 2022 року був її генеральним директором, потім перейшов на позицію очільника ради директорів.
У грудні 2021 приєднався до фінансової компанії fuelfinance як партнер і співзасновник. Є співзасновником і директором ради директорів дизайн-студії O0 Design.
Займається громадською діяльністю, є співзасновником ініціативи Spend With Ukraine, яка закликає іноземців купувати українські товари, та помітним критиком платформи Telegram в Україні.
З початком російського повномасштабного вторгнення 2022 року зайнявся військовими технологіями, у 2024 році запустив компанію з розробки модулів автономності для роботизованих систем The Fourth Law. Також у 2024 заснував компанію Odd Systems, що виробляють тепловізійні камери та FPV-дрони.
У грудні 2024 року Ажнюк представив розробки The Fourth Law під час візиту канцлера Німеччини Олафа Шольца та за участі президента Зеленського.
17 липня 2025 року брав участь у дискусії «Ukrainian Innovation at the Speed of Relevance» на конференції Landeuro у Вісбадені, Німеччина, організованої AUSA.

## Нагороди
- Орден «За заслуги» III ст. (23 серпня 2022) — за значні заслуги у зміцненні української державності, мужність і самовідданість, виявлені у захисті суверенітету та територіальної цілісності України, вагомий особистий внесок у розвиток різних сфер суспільного життя, відстоювання національних інтересів нашої держави, сумлінне виконання професійного обов'язку.[10]

### Інтерв'ю
- Катерина Бабкіна (20 вересня 2017). Поставити прапор: цілі нового українського бізнесу. The Village Україна. Процитовано 29 серпня 2022.
- Струк Анастасія (9 Грудня 2020). Ярослав Ажнюк: «Важливий привілей українців — питомий рівень креативності на одиницю населення». The Ukrainians. Процитовано 29 серпня 2022.
- Cyrille Louis (12 червня 2024). En Ukraine, des robots tueurs sur le champ de bataille: le récit de l'envoyé spécial du Figaro Figaro.
- Армія TV на Львів IT Arena (вересень 2024). «Ядерна зброя, лазери, інфовіруси, штучний інтелект: чим будемо знищувати росіян у майбутньому». Армія TV.
- The Economist (2 грудня 2024). «Як Україна використовує дешеві дрони зі штучним інтелектом для смертоносного впливу на Росію». The Economist.
- Sgt. 1st Class Christopher Osburn (17 липня 2025). «LANDEURO: Ukrainian Innovation at the Speed of Relevance». AUSA